# Richard Riemerschmid
Richard Riemerschmid (ur. 20 czerwca 1868 w Monachium, zm. 13 kwietnia 1957 tamże) – niemiecki architekt i malarz, tworzący w stylu secesji i modernizmu. 

## Życiorys
Członek Deutscher Werkbund, a w latach 1921–1926 jego przewodniczący.